# Suo iure
Suo iure o de vegades també suo jure és una frase llatina que significa «en dret propi» o «en el seu dret propi».
Se sol trobar en el context de títols de noblesa o títols honorífics, sobretot en els casos en què una dona té un títol per dret propi i no pas a través del seu matrimoni.
Una emperadriu o una reina suo iure és referida com una «emperadriu regnant», termes que sovint contrasten amb els d'«emperadriu consort o reina consort». Els títols d'emperadriu o de reina són, tanmateix, emprats sovint sols per referir-se ja sigui a una consort ja sigui a una vídua d'un emperador, amb la distinció indicada pel context si calgués.

## Exemples de títolssuo iure
- Eleanor, duquessa suo iure d'Aquitània, reina consort de França i d'Anglaterra
- Mary, duquessa suo iure de Borgonya, reina consort dels Romans
- Anna Maria Lluïssa d'Orléans, duquessa de Montpensier, princesa suo iure de França
- Hawise, duquessa suo iure de Brittany
- Caterina-Amàlia, princesa suo iure d'Orange
- Elisabet, duquessa suo iure de Brabant
- Clàudia, duquessa suo iure de Bretanya, reina consort de França
- Joana III de Navarra, reina suo iure de Navarra
- Maria Teresa I d'Àustria, arxiduquessa d'Àustria, reina d'Hongria i de Bohèmia
- Elisabet I de Rússia, emperadriu regnant de Rússia